# Thomas Hickman Williams
Thomas Hickman Williams (Williamson megye, 1801. január 20. – Pontotoc, 1851. május 3. vagy 1851. április 3.) az Amerikai Egyesült Államok szenátora (Mississippi, 1838–1839).